# Kanban

Mantenimento dei livelli di stoccaggio Kanban secondo la logica del segnale dalla produzione

Kanban (看板), termine giapponese che letteralmente significa "insegna", indica un elemento del sistema Just-in-time di reintegrazione delle scorte a mano a mano che vengono consumate.
La tecnica kanban ha l'obiettivo di evitare le rotture di stock, eliminare la sovrapproduzione e introdurre un sistema di gestione delle scorte razionale e tirato dalla domanda.
Una tra le aziende che maggiormente utilizzano il kanban è la Toyota, che ne ha fatto la chiave di volta del suo sistema produttivo industriale. I cartellini kanban rappresentano il numero di contenitori di materiali che scorrono avanti e indietro tra l'area del fornitore e quella dell'utilizzatore.
Presupposti per l'utilizzo del kanban sono produzione ripetitiva e standardizzazione dei contenitori di trasferimento dei materiali.
Un kanban tuttavia può assumere forme diverse:
- un cartellino (è la forma più classica, generalmente inserito in un contenitore rigido per evitarne il deterioramento);
- un contenitore (la restituzione di un contenitore vuoto equivale al rilascio di un ordinativo di riapprovvigionamento);
- uno spazio (uno spazio vuoto è un segnale che si deve provvedere al suo riempimento).

Da diversi anni la tecnica del kanban per la gestione dei materiali è stata digitalizzata e si possono trovare moduli interni ai software gestionali ERP o software verticali da integrare agli stessi, si parla in questo caso di kanban elettronico o e-kanban.
Il kanban elettronico permette di acquisire diversi vantaggi e digitalizzare i processi di gestione dei materiali sia per i flussi interni alla propria azienda (kanban di produzione e trasferimento) che nella Supply Chain (kanban di acquisto / vendita) coerentemente ai principi industry 4.0 per l’automatizzazione e l’interconnessione

## Software Development
In ambito di sviluppo software si fa riferimento a Kanban come una metodologia di sviluppo software. Tale metodologia, ispirata ai principi dello sviluppo software agile, alla teoria dei vincoli e ai principi del Toyota Production System, è stata inizialmente proposta da David J. Anderson nell'agosto 2007 e successivamente ufficializzata nel libro "Kanban" scritto dallo stesso Anderson e pubblicato nel 2010. Le cinque proprietà Kanban di David J. Anderson:
- Visualizzare il flusso di lavoro
- Limitare il Work-in-Process
- Misurare e gestire il flusso
- Rendere le politiche di processo esplicite
- Utilizzare i modelli per riconoscere le opportunità di miglioramento.

Introducendo Kanban in un team aziendale si mira a migliorare il flusso di lavoro, così da aumentare la produttività e la qualità del prodotto finale. In generale, si procede nel modo seguente: i singoli compiti vengono considerati delle piccole fasi e portati a termine in sequenza, uno alla volta. Quindi non si tratta di un metodo di lavoro multitasking, ma piuttosto di dedicare la propria attenzione a un'attività specifica e di concluderla. Solo dopo, si potrà iniziare un nuovo task. Proprio per questo approccio, lo slogan di Kanban è: “Stop starting – start finishing!” ("Smettila di iniziare - comincia a finire!").

### "Kanban" vs "kanban"
Benché si tratti di uno degli aspetti più criticati del processo, nella comunità dello sviluppo software si fa riferimento a "Kanban" con la 'K' maiuscola come al processo di sviluppo software, mentre il termine "kanban" minuscolo si riferisce all'uso di cartellini come segnalatori visuali, per la realizzazione di sistemi pull così come descritto nel Toyota Production System.